# Iris savannarum
Iris savannarum là một loài thực vật có hoa trong họ Diên vĩ. Loài này được Small miêu tả khoa học đầu tiên năm 1924 publ. 1925.